# Carrie Graf
Carrie Graf (Bendigo, 23 giugno 1967) è un'ex cestista e allenatrice di pallacanestro australiana.

## Carriera
Dal 2008 al 2012 ha guidato la nazionale di pallacanestro femminile dell'Australia, contemporaneamente alle Canberra Capitals.